# Piers Corbyn
Piers Richard Corbyn (n. 10 de marzo de 1947 (78 años)) es un meteorólogo, astrofísico y empresario inglés.
Es dueño de WeatherAction que realiza pronósticos del tiempo, y también ofrece estadísticas de apuestas.

## Biografía
Corbyn es natural de Chippenham en Wiltshire y comenzó a realizar observaciones del tiempo y patrones del clima a los 5, construyendo sus propios equipos de observación. Se graduó en Física en el Imperial College London, habiendo sido contemporáneo de Brian May. En 1969 fue el primer presidente del Imperial College Students' Union siendo directamente electo por el estudiantado. Luego de varios años de activismo, estudió Astrofísica en 1979 en el Queen Mary University of London, después de examinar la relación entre el clima de la Tierra y clima y actividad solar. Después de trabajar algunos años en la predicción del tiempo como ocupación, formó la empresa WeatherAction' en 1995. Es miembro (FRGS) de la Royal Geographical Society.
Es hermano del ex-líder del Partido Laborista del Reino Unido, Jeremy Corbyn.

## «WeatherAction»
WeatherAction es el negocio a través del cual Corbyn vende sus predicciones, habiendo hecho en el pasado, apuestas de esas predicciones. Sus apuestas atrajeron mucho interés en 1990, cuando sus predicciones de mal tiempo se encontraron con un año de los "peores extremos".

### Predicciones
Sus predicciones se basan en lo que se llama "técnica del clima solar". La técnica combina "el análisis estadístico de más de un siglo de los patrones climáticos históricos con pistas derivadas de las observaciones solares," y considera que los patrones pasados del tiempo y observaciones solares y Sol-Tierra de conectividad magnética. La meteorología convencional afirma que tales influencias causan un impacto mínimo en la atmósfera de la Tierra.
Corbyn es también un escéptico del calentamiento global, y disidente en los informes sobre las tormentas en Europa en 2000 y en el documental de Martin Durkin The Great Global Warming Swindle. Corbyn ha argumentado que la contribución antropogénica al calentamiento global es mínima, y cualquier incremento en Tº se debe al incremento de la actividad solar. En 2008, Corbyn tomó una posición todavía más escéptica y absolutista al declarar: "...el CO2 nunca ha gobernado el tiempo ni el clima, tampoco lo gobierna ni lo gobernará nunca. El calentamiento global ha terminado y nunca ha tenido nada que ver con el with CO2: se sigue emitiendo CO2
y, sin embargo, el planeta se está enfriando y seguirá enfriándose.".

### Evaluación de sus predicciones
El único artículo examinado por pares, se publicó en el Journal of Atmospheric and Solar-Terrestrial Physics, 2001. Su investigación se limitó a "daños en períodos de Gale para la isla de Gran Bretaña desde octubre de 1995 a septiembre de 1997. El trabajo de publicación de Corbyn (llevada a cabo por un consorcio de compañías de seguros) fue sólo para los períodos más probables de los vientos más fuertes y, concretamente, no es un pronóstico completo para incluir a menores vientos:
"Las previsiones elaboradas por WeatherAction necesitan una mayor atención. Los resultados proporcionan pocas pruebas para descartar las tasas de éxito observadas son atribuibles al azar o la buena fortuna. De hecho, el balance de la evidencia indica que el sistema se comporta mejor que el azar, aunque se reconoce que el margen de éxito es muy diferente entre las estaciones del año y la más baja es en invierno, cuando vientos son más frecuentes."
"Este análisis ha sido totalmente empírico por naturaleza, buscando sólo para establecer los niveles de éxito de las previsiones de temporal. Otros aspectos de las previsiones no se han considerado en esta evaluación. Inevitablemente, sin embargo, estos resultados se basan en las preguntas del debate en torno a la metodología mediante la cual los pronósticos son preparados. Esto no es, sin embargo, el escenario en el que estas cuestiones deben ser tomadas."
Los investigadores también declararon sobre sus predicciones de que:
"No es habitual que la mayoría de los detalles para ser completamente correcto, pero igual es raro que casi todo lo que está mal ... Algunas previsiones son claramente muy buenas, y algunas son muy pobres, pero la mayoría cae en la zona gris en el medio, donde un asesor optimista encuentra mérito, y un evaluador crítico sería criticar."
De acuerdo con este punto de vista, los críticos señalan a predicciones inexactas, como un blanca Pascuas en 1989, y "pronosticador" en septiembre de 1997.

### Fiabilidad de las previsiones de 2007
Corbyn predijo, con 11 meses de anticipo, dos periodos de tormentas mayores en las islas británicas y mucho de Europa en noviembre de 2007. Específicamente, el 17 de octubre, Corbyn predijo “tiempo feroz” con vientos huracanados – gusting up to 130 mph as weather fronts gain in intensity – could wreak havoc across the country; and that the most severe weather event would take place during the last week of November, causing chaos. In the event, much of the weather was not exceptional for the time of year, and little or no damage was reported on the UK mainland in November.
Esa predicción de Corbyn del 17 de octubrest también incluyó: "del 8 de noviembre al 13 otro sistema batirá a la nación con vientos de entre 130 kph a 180. Mientras que las zonas más afectadas serán Escocia e Irlanda del Norte se supone un aporte considerable en otros lugares". Esa predicción probó ser veráz y hubo varias situaciones de emergencia en ambos lados del Mar del Norte.

### Previsiones para 2008
A fines de 2007, WeatherAction predijo Tº de enero podría desplomarse hasta los -17 °C en los Midlands, y que la temperatura promedio de enero estaría cerca de la congelación. Esa predicción fue desestimada por Met Office en un artículo en The Guardian del 2 de enero. Después que esa predicción de enero resultó ser falsa, Corbyn culpó de la previsión errónea sobre un indefinido 'error de procedimiento ", pero insistió en que la segunda mitad del mes, concretamente el período del 21 al 27 de enero, sería muy frío, declarando en su página web:
" Las cartas de previsiones para los muy fríos patrones 'dipolo' del 15 al 21 de enero, probablemente se desplazará más tarde del 21 al 23 de enero. Algunos óptimas condiciones a tormenta de nieve excepcionalmente fuerte (sic), y muy fuertes los vientos fríos es probable que en este período. Una situación similar con el curso una fuerte nevada generalizada, los fuertes vientos y tormentas de nieve continuaron del 24 al 27 de enero."
El periodo 21–23 de enero continuó muy suave para el país en su conjunto, pero con un interludio breve más frío en Escocia y el norte de Inglaterra, con un poco de nieve en la sierra y la montaña Pennine, no fuera de lo normal para enero. El Met Office hizo correr en el Hadley Observation Centre las temperaturas de Inglaterra Central (CET) entre el 1 al 22 de enero con 6,4 °C, o 2,8 °C encima de lo normal para esa época del año. Esto hizo muy poco probable el muy frío pronóstico de enero de Corbyn, sin llegar a buen término.
Las finales CET para enero de 2008 dieron arriba de 3 °C encima de la media estándar de referencia, haciendo a las predicciones de un frío enero muy pobres. De hecho, terminó siendo uno de los más cálidos desde que comenzaron los registros de eneros.

### Respuesta a críticas de los medios de comunicación
Tras las críticas a las predicciones de WeatherAction por The Times y The Guardian, en particular del periodista Paul Simons, Piers Corbyn hizo prohibir el uso de los extractos de las mismas en ninguno de los artículos a menos que fueran aprobados por Corbyn. Además de los periódicos mencionados y cualquier publicación que llevó a los artículos de Paul Simons, fueron también expresamente prohibidas sus citas.

## Representante estudiantil
Como presidente del Imperial College Union (UCI o ICU) entre 1969 a 1970 Corbyn fue exitoso en el establecimiento de un presidente sindical sabático, que permite al líder estudiantil elegido, registrarse en la universidad sin tener que estudiar o pagar las tasas (de hecho, recibió una beca de la universidad y el sindicato).
Además de sentar las bases para un futuro, Corbyn negoció un año sabático retrospectiva por sí mismo, a pesar de que parece haber servido como presidente del sindicato, después de completar sus estudios.
Corbyn tuvo un breve tiempo en el "Imperial Colegio de Consejo de Representantes", los asientos en los que se distribuyeron entre los miembros de la universidad sobre la base de sus números, un sistema que casi se dio por una mayoría de los estudiantes. A pesar de que ese Consejo en particular no sobrevivió, el aumento de la representación estudiantil en los consejos y comités de la universidad se convirtió, al igual que el presidente de año sabático, un éxito a largo plazo de tiempo Corbyn como presidente de la UCI.
La vestimenta de Corbyn ha sido vista como una declaración en contra de la clase alta formal. Corbyn, junto con el rector de ese momento, el barón Penney, recibieron a la reina, cuando ella abrió un nuevo edificio administrativo en 1969, de corbata, cabello y barba larga para la ocasión. Durante la visita Corbyn solicitó a la reina frente a 900 personas, pidiendo darle a los estudiantes más voz en el gobierno de la universidad.